# Pensionskasse Rieter
Die Pensionskasse Rieter (heute Rivora Sammelstiftung) mit Sitz in Winterthur ist die Pensionskasse für die Beschäftigten der Firma Rieter und ihr angeschlossenen Unternehmen.

## Geschichte
1970 wurde die Pensionskasse gegründet. 1985 folgt aufgrund der Einführung des Drei-Säulen-Prinzips in der Schweiz die Gründung einer BVG-Stiftung, die 1995 mit der Pensionskasse fusioniert. 2006 erfolgte der Wechsel vom Leistungs- zum Beitragsprimat. Per 1. Januar 2012 erfolgte die Umstrukturierung in eine Sammelstiftung. Die frühere Pensionskasse Rieter wird in der heutigen Rivora Sammelstiftung als Vorsorgewerk geführt.